# Günther Tamaschke
Günther Tamaschke (ur. 26 lutego 1896 w Berlinie, zm. 15 października 1959) – komendant niemieckich obozów koncentracyjnych Ravensbrück i Lichtenburg oraz SS-Standartenführer.
Uczestniczył w I wojnie światowej, w czasie której otrzymał Żelazny Krzyż I klasy. Członek SS (nr 851) i NSDAP (nr 36978). 7 maja 1934 Tamaschke rozpoczął służbę obozową w Dachau, gdzie przebywał do 1 kwietnia 1936. 1 grudnia 1937 mianowany komendantem obozu koncentracyjnego Lichtenburg, którym był równo rok do 1 grudnia 1938, gdy otrzymał polecenie zorganizowania nowego obozu - Ravensbrück (KL). Był komendantem Ravensbrück w okresie budowy aż do 31 sierpnia 1939. W następnych latach piastował podrzędne stanowiska, przejściowo został usunięty z SS.